# Arquitectura lombarda

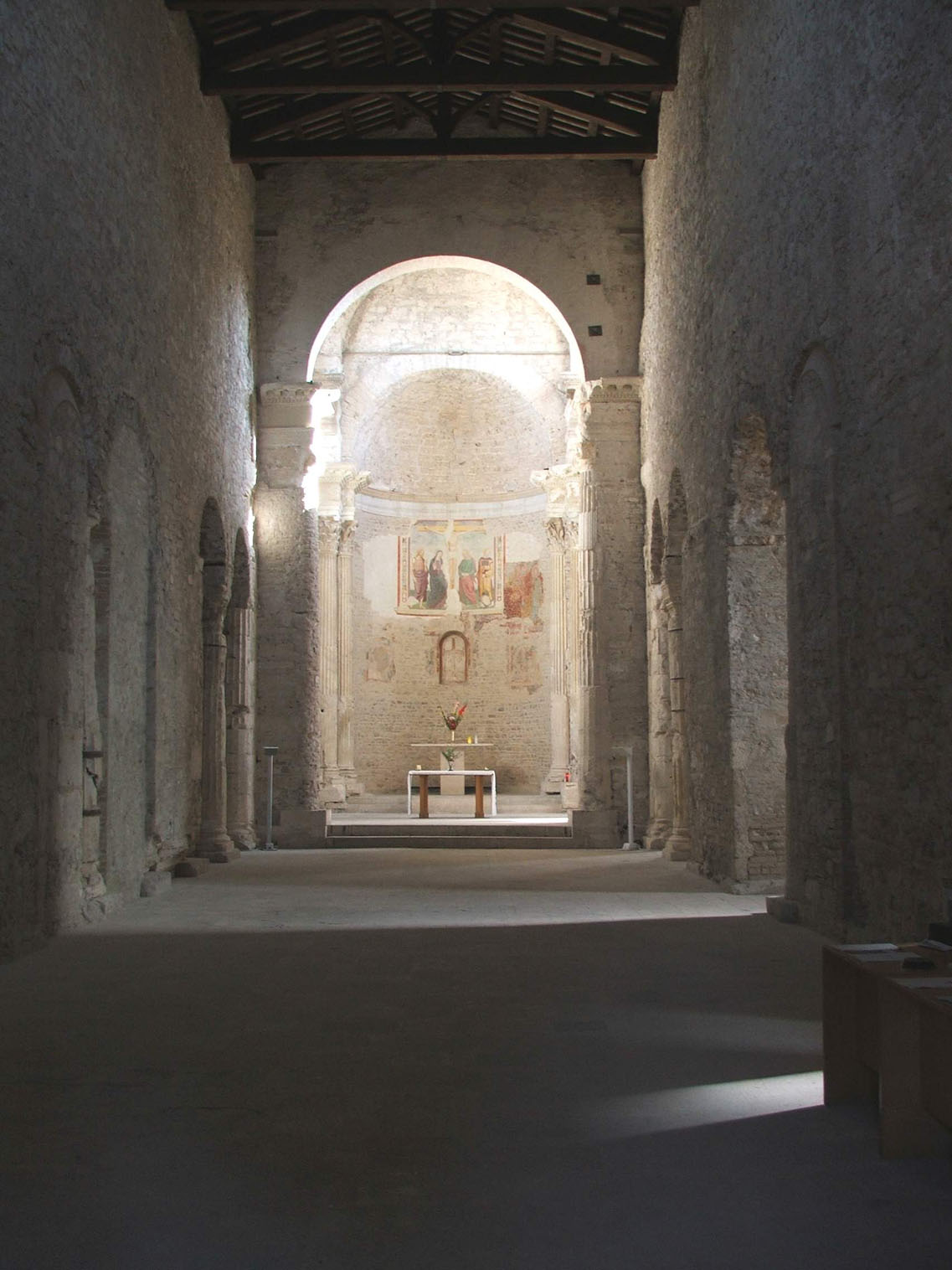
Basílica de San Salvatore (Spoleto).

Se denomina arquitectura lombarda a la arquitectura del reino de los lombardos (en Italia), que existió entre los años 568 a 774 (con una permanencia residual en el sur de Italia hasta los siglos  X y XI) y cuyas obras fueran encargadas por los reyes y duques lombardos.
Las edificaciones de los lombardos en el norte de Italia (Langobardia Maior) se han perdido como consecuencia de renovaciones o reconstrucciones, las pocas excepciones incluyen el Templete Lombardo en Cividale del Friuli o la iglesia de Santa Maria foris portas en Castelseprio. Sin embargo en el sur de Italia (Langobardia minor) si han sobrevivido algunas edificaciones , especialmente en lo que era el ducado de Benevento: los muros de la ciudad, la iglesia de Santa Sofia y la Rocca dei Rettori, una de las pocas estructuras militares lombardas que ha sobrevivido, como también otros sitios de menor importancia cerca de Benevento y en lo que fuera el ducado de Spoleto.
Los principales edificios lombardos que se conservan han sido declarados en 2011 Patrimonio de la Humanidad por la UNESCO, incluidos en el sitio «Centros de poder de los longobardos en Italia (568-774 d. C.)» que comprende siete sitios con notables obras arquitectónicas, artísticas y esculturas.

## Características

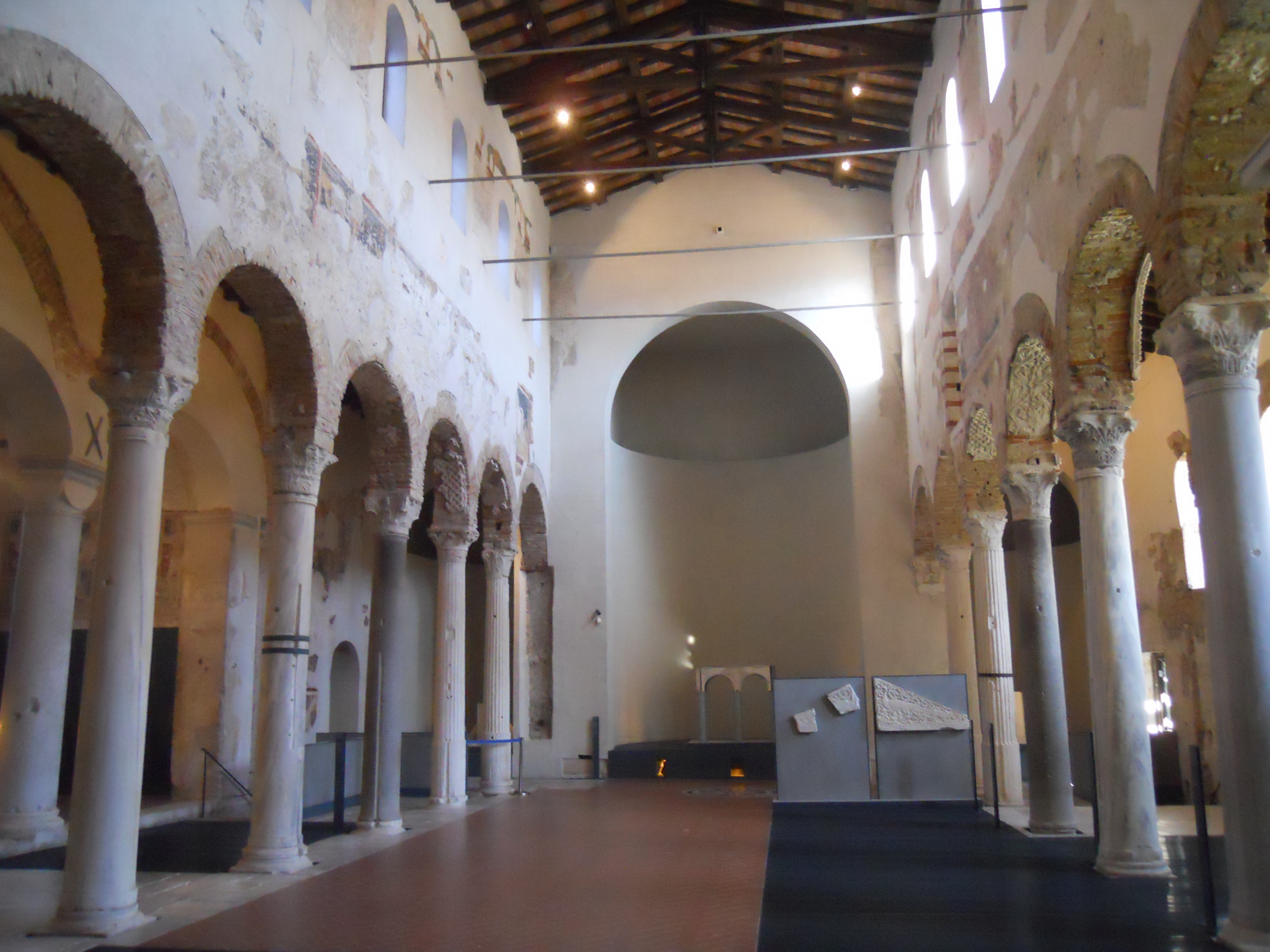
Basílica de San Salvatore en Brescia.

Los edificios más antiguos construidos por los lombardos en Italia, y en particular en su capital, Pavía, han sido destruidos o sufrido extensas renovaciones posteriores. Sin embargo ha sido posible identificar algunas tendencias, las cuales se manifiestan de forma distinta de las de las arquitecturas romana y Paleo-cristiana predominantes en Italia hasta avanzada la Antigüedad, mediante estudios arqueológicos u otras fuentes. La iglesia de Santa Maria en Pertica (destruida) en Pavía, por ejemplo, que tenía una típica planta romana con un ambulatorio delimitado por columnas) pero un cuerpo central muy elevado era una novedad. El Baptisterio de San Giovanni ad Fontes, en Lomello, también se apartaba de es esquema compacto típico paleo-cristiano en el uso de un octógono central alto. Tal como sucedía en épocas romanas, el encargo de edificios religiosos y legos era utilizado por la élite lombarda para indicar su prestigio y legitimar su autoridad.

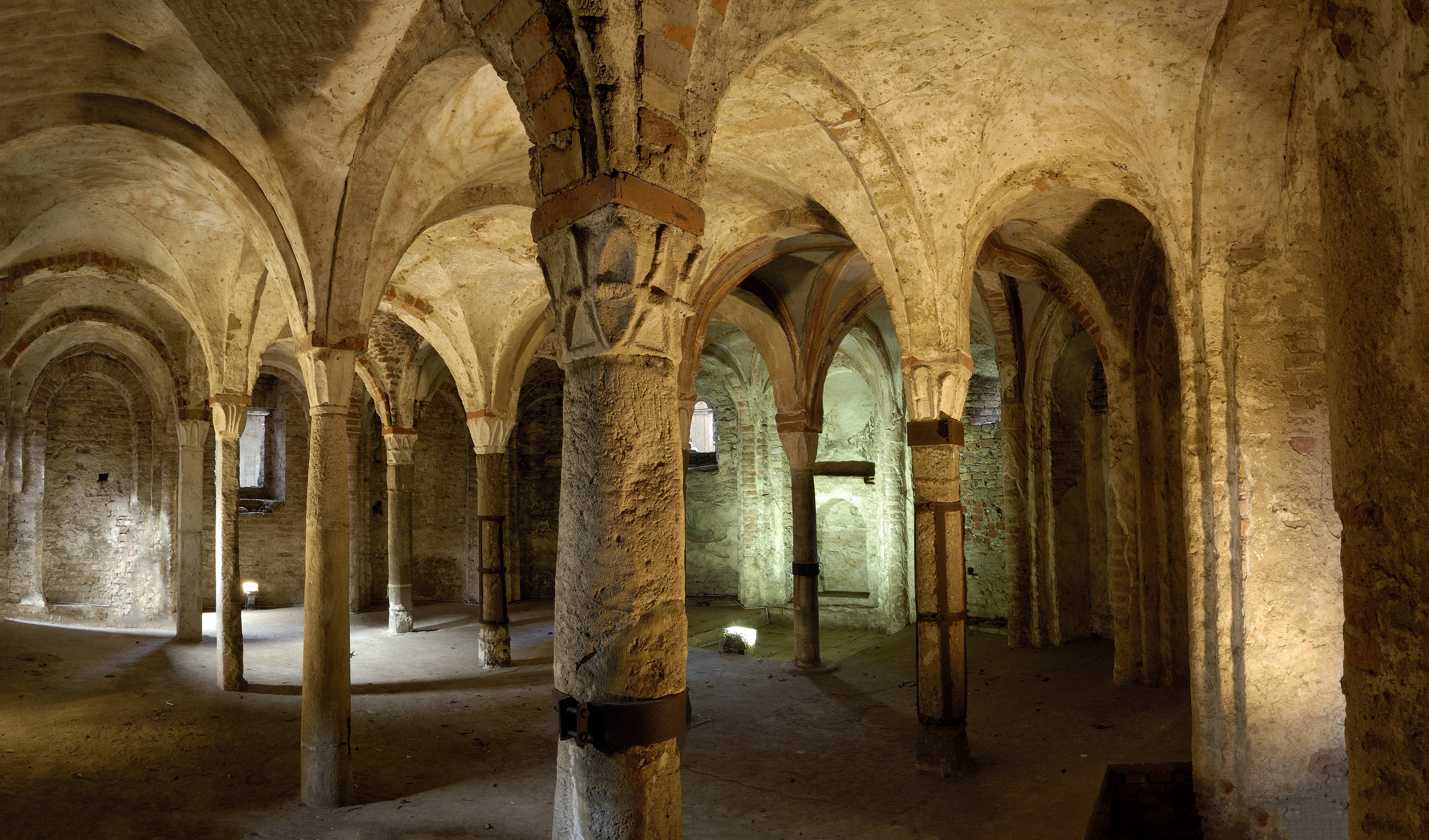
Cripta de Sant'Eusebio en Pavía.

En los siglos  VII y VIII la arquitectura lombarda evolucionó en una dirección original, con un incremento de las referencias al arte clásico. Esta tendencia, caracterizada por la presencia de diferentes influencias y la adopción de nuevas técnicas, culminó en el reinado del rey Liutprand (712-744), en particular en Cividale del Friuli. Edificios tales como el Templete Lombardo en Friuli, o el Monasterio de San Salvatore en Brescia son muestras de la arquitectura contemporánea en Ravenna. En este período, la construcción de monasterios cobró un impulso importante, no solo como sitios de adoración o como muestras de la fe de los comisionistas, pero también como refugios de los bienes de los comisionistas y personas y como sitios de control político. El rey Desiderius (756-774), y con el numerosos duques, impulsaron especialmente esta tendencia, que no se corresponde con lo que acontecía en el resto de Europa por esta época.
El desarrollo de la arquitectura lombarda en el norte de Italia se detuvo por la conquista de Carlomagno en 774. En el sur de Italia, que continuo de manera parcial bajo dominio lombardo, la arquitectura siguió las líneas originales hasta la conquista por parte de los Normandos en el siglo XI. Ello se puede observar en el edificio lombardo más importante de Langobardia Minor, la iglesia de Santa Sofia en Benevento: construida en el siglo VIII, la misma posee el mismo esquema que Santa Maria en Pertica con un cuerpo central elevado, aunque mitigado por elementos bizantinos tales como articulaciones de los volúmenes y la misma estructura básica, tal vez inspirada en Hagia Sofia en Constantinopla.
Al arribar a Italia en el siglo VI los lombardos no tenían una tradición arquitectónica propia. Por lo que dependieron de la mano de obra local, aprovechando la presencia de organizaciones y gremios con capacidad para realizar obras de alta calidad, que habían subsistido gracias a la relativa sobrevivencia de la civilización urbana en Italia luego de la caída del Imperio romano de Occidente (a diferencia de lo que sucedía en la mayoría de la Europa occidental cristiana contemporánea).

## Lista de edificaciones
- Siglo VI:

- Basílica Autarena, Fara Gera d'Adda (c. 585)
- Palacio Real, Monza (c. 585)
- Basílica de San Juan el Bautista, Monza (c. 585)
- Primera parte de los muros de Benevento

- Siglo VII:

- Complejo de San Juan el Bautista, Turín (c. 610)
- Basílica de San Juan el Bautista, Pavía (c. 635)

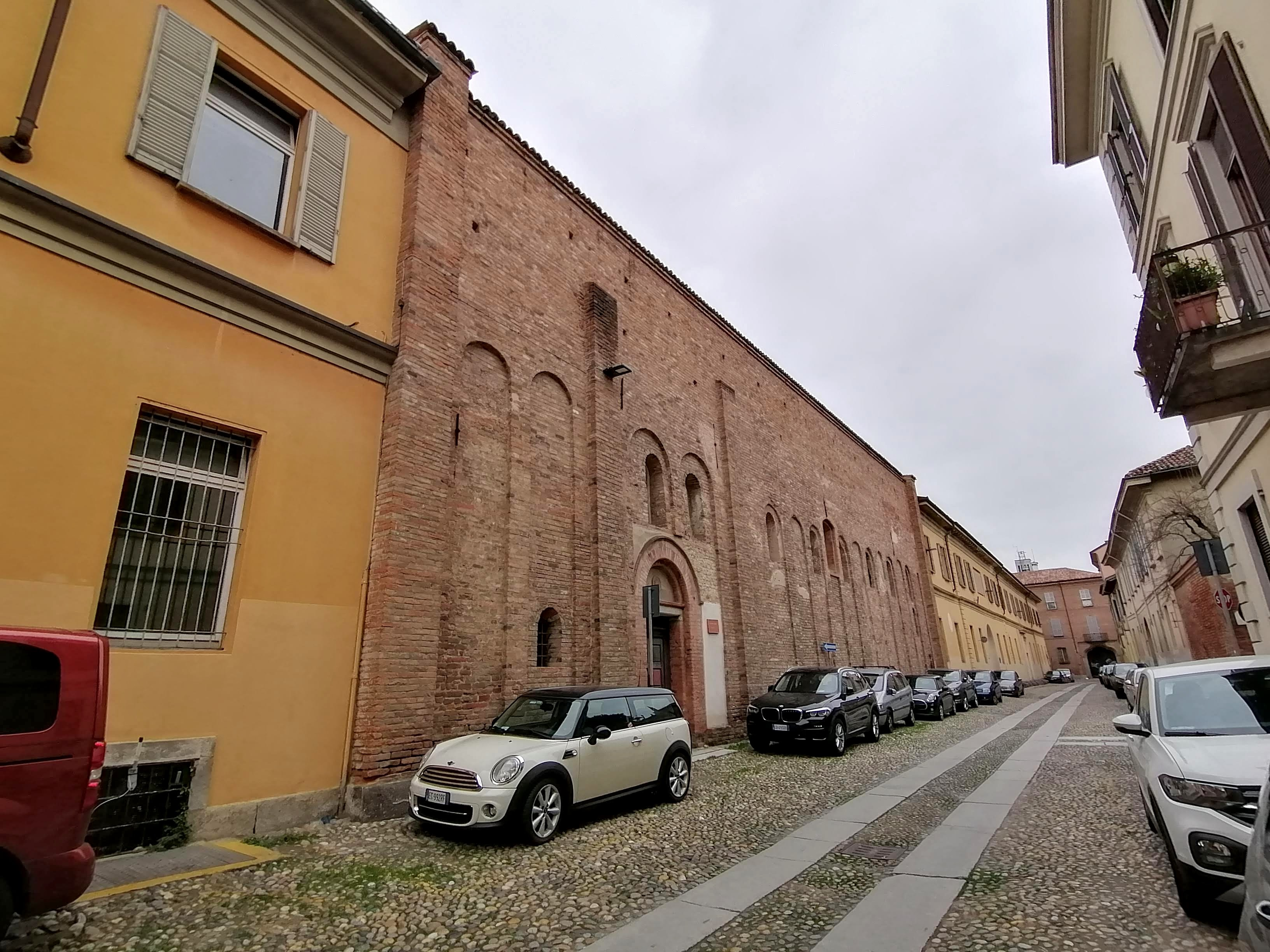
Monasterio de San Felice en Pavía

- Iglesia de San Eusebius, Pavía (c. 650)
- Monasterio de San Salvatore, Pavía (657)
- Basílica de San Miguel de Pavía, Pavía (662-671)
- Iglesia de Sant'Agata al Monte, Pavía (671-688)
- Iglesia de Santa Maria en Pertica, Pavía (677)
- Ampliación del Palacio Real en Pavía por Pertarito (c. 680)
- Monasterio de Santa María Teodote, Pavía
- Baptisterio de San Giovanni ad Fontes, Lomello
- Reconstrucción de la Basílica de San Juan el Bautista, Castelseprio
- Iglesia de Santo Stefano Protomartire, Rogno
- Rocca dei Rettori, Benevento
- Santuario de Monte Sant'Angelo
- Templo de Clitumnus, Campello sul Clitunno

- Siglo VIII:

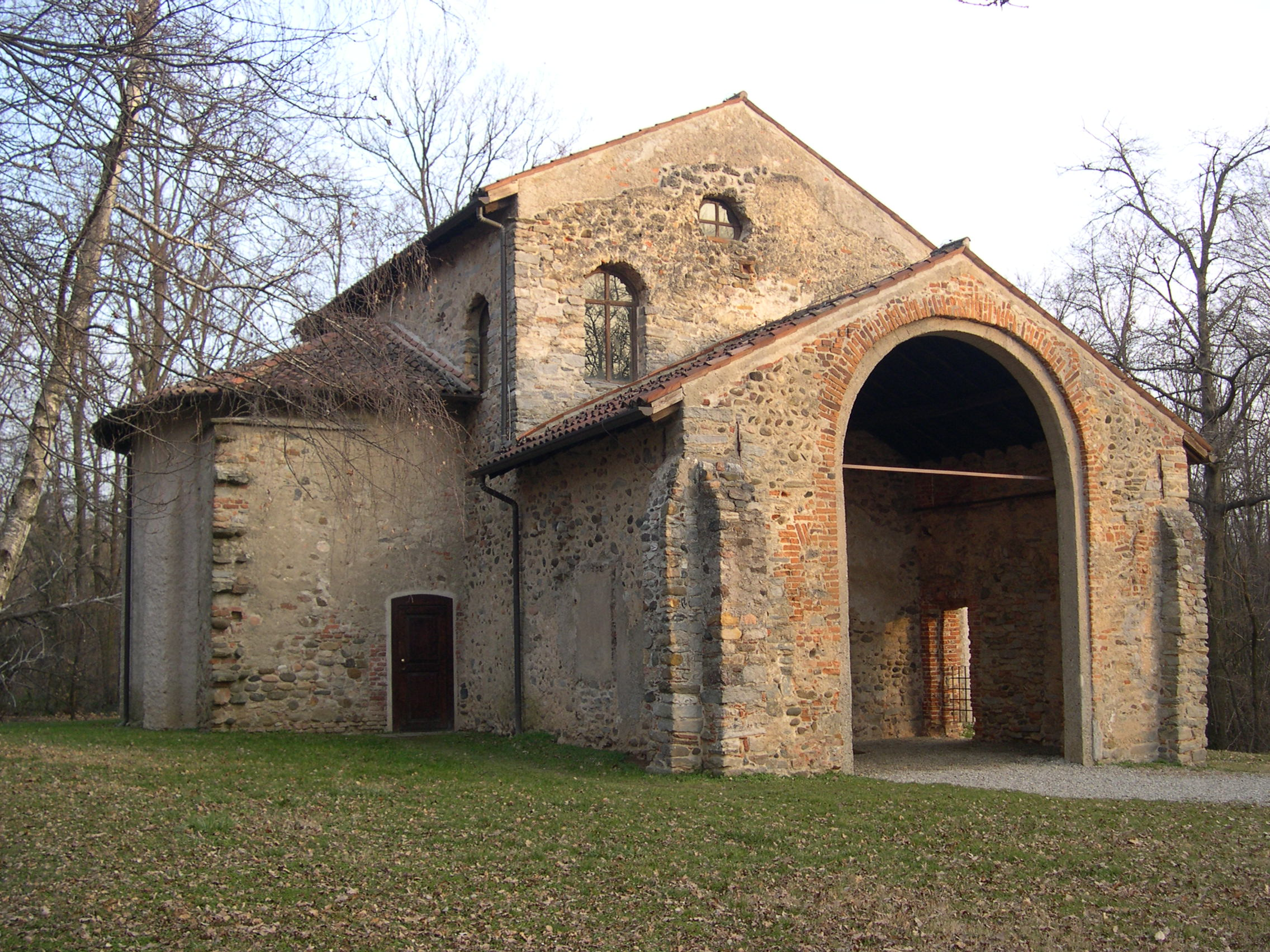
Iglesia de Santa Maria foris Portas en Castelseprio.

- Basílica de San Pietro in Ciel d'Oro, Pavía (c. 730-740)
- Real Palacio en Corteolona (c. 730)
- Capilla palatina del Real Palacio en Pavía (c. 730-740)
- Complejo Episcopal del patriarca Calixtus, Cividale (c. 740)
- Iglesia de San Marino, Pavía (749-756)
- Templete Lombardo, Cividale (c. 750)
- Complejo del monasterio de Santa Giulia con la Basílica de San Salvatore, Brescia (753)
- Abadía de Leno (c. 758)
- Iglesia de Santa Sofia, Benevento (760)
- Monasterio de San Felice, Pavía (760)
- Muros de Benevento, ampliación por Arechis II (760-770)
- Convento de Santa Sofia, Benevento (c. 774)
- Iglesia de San Teodoro, Pavía
- Monasterio de Torba, Castelseprio
- Basílica de Santa Maria, Cubulteria
- Iglesia de San Salvatore, Spoleto

- Siglo IX:

- Iglesia de Santa Maria foris Portas, Castelseprio (c. 830-840)